# Heizmannia tripunctata
Heizmannia tripunctata är en tvåvingeart som först beskrevs av Theobald 1908.  Heizmannia tripunctata ingår i släktet Heizmannia och familjen stickmyggor. Inga underarter finns listade i Catalogue of Life.